# Districtul Kanungu
Districtul Kanungu este una dintre cele 80 unități administrativ-teritoriale de gradul I ale Ugandei.